# Phép chia số lớn
Trong số học, phép chia số lớn là một thuật toán chia tiêu chuẩn thích hợp cho việc chia các số có nhiều chữ số đủ đơn giản đến mức có thể thực hiện bằng tay. Thuật toán này chia nhỏ một bài toán chia thành một loạt các bước dễ dàng hơn. Như trong tất cả các bài toán phép chia, một số được gọi là số bị chia, được chia cho một số khác được gọi là số chia, tạo ra kết quả gọi là thương số. Nó cho phép chia một số rất lớn bằng cách tách việc này thành một loạt các bước đơn giản hơn. Một dạng viết tắt của phép chia dài được gọi là phép chia ngắn, phép chia ngắn này gần như là luôn luôn được sử dụng thay cho phép chia dài khi số chia chỉ có một chữ số. Chia gộp (cũng được biết đến như là một phần thương số phương pháp hoặc treo phương pháp) là một dạng kém hiệu quả của phép chia dài mà có thể dễ hiểu hơn.
Trong khi các thuật toán chia liên quan đã tồn tại từ thế kỷ XII, các thuật toán chia số lớn cụ thể trong sử dụng hiện đại được Henry Briggs giới thiệu vào khoảng năm 1600.

## Vị trí trong giáo dục
Máy vi tính và máy tính rẻ tiền đã trở thành cách phổ biến nhất để giải quyết các bài toán chia, loại bỏ các bài tập toán học truyền thống và giảm cơ hội học tập để chỉ ra cách làm như thế bằng kỹ thuật chia dùng giấy và bút chì. (Bên trong máy tính, các thiết bị này sử dụng một trong nhiều thuật toán chia). Ở Mỹ, phép chia số lớn này đã được coi là mục tiêu đặc biệt cho sự nhấn mạnh, hoặc thậm chí loại bỏ hẳn chương trình học cũ, bằng cách cải cách toán học, mặc dù theo truyền thống phép chia này được đưa ra trong các lớp 4 hoặc 5.

## Phương pháp

Mô phỏng phép chia với hình ảnh động

Trong một số nước nói tiếng Anh, phép chia số lớn không dùng dấu chia ⟨∕⟩ hoặc ⟨÷⟩ mà lập một bảng chia. Số bị chia được ngăn cách với số chia bằng một dấu ngoặc ⟨)⟩ hoặc sổ thẳng ⟨|⟩;số chia được ngăn cách với thương số bằng một sổ ngang. Kết hợp giữa hai ký hiệu này tạo thành một biểu tượng cho phép chia số lớn hay khung phép chia. Kiểu phân chia này phát triển trong thế kỷ XVIII từ một ký hiệu dòng đơn trước đó tách số bị chia ra khỏi thương số bằng một dấu ngoặc đơn bên trái.
Quá trình này bắt đầu bằng cách chia các chữ số bên trái nhất của số bị chia cho số chia. Thương số (làm tròn xuống một số nguyên) trở thành chữ số đầu tiên của kết quả, và phần dư được tính (bước này được đánh dấu như một phép trừ). Phần còn lại này được chuyển tiếp khi quá trình được lặp lại với các chữ số còn lại của số bị chia cộng thêm 1 chữ số được lấy từ số bị chia (quá trình này được gọi là quá trình 'mang' các chữ số từ số bị chia xuống cho số dư). Khi nào tất cả các chữ số đã được xử lý và không còn lại gì thì phép chia hoàn tất.
Ví dụ dưới đây chia 500 cho 4 (với kết quả là 125).
```
 125
 (Giải thích)
 4)500

4
  (4 × 1 = 4)
10  (5 - 4 = 1)
 
8
  (4 × 2 = 8)
 20 (10 - 8 = 2)
 
20
 (4 × 5 = 20)
 0 (20 - 20 = 0)
```

### Á-Âu
Tại Tây Ban Nha, Ý, Pháp, Bồ Đào Nha, Litva, România, Thổ Nhĩ Kỳ, Hy Lạp, Bỉ, Belarus, Ukraina và Nga, số bị chia để bên phải số chia, và được ngăn cách bằng một dấu sổ dọc. Phép chia cũng xảy ra theo cột, nhưng thương số (kết quả) được viết dưới số bị chia, và cách nhau bằng đường ngang. Phương pháp tương tự cũng được sử dụng ở Iran, Mông Cổ và Việt Nam.
```
127|
4  

 −
124
|31,75
 30
−
28

 20
 −
20

  0
```